# Actinote cauca
Actinote cauca är en fjärilsart som beskrevs av Jordan 1913. Actinote cauca ingår i släktet Actinote och familjen praktfjärilar. Inga underarter finns listade i Catalogue of Life.